# Panic in Detroit
Panic in Detroit è un brano musicale scritto dall'artista inglese David Bowie, quarta traccia dell'album Aladdin Sane del 1973.
Lo stesso anno venne pubblicato come lato B del singolo giapponese Time e l'anno successivo come lato B di Knock on Wood e Rock 'n' Roll with Me, in una versione live registrata durante il Diamond Dogs Tour.

## Il brano
(Dave Thompson, AllMusic)
Come la maggior parte delle tracce di Aladdin Sane, anche Panic in Detroit fu scritta nell'autunno del 1972 durante la parte americana dello Ziggy Stardust Tour. David Bowie trasse ispirazione per il brano da una notte passata a New York con Iggy Pop, che era giunto in aereo da Los Angeles per assistere al concerto alla Carnegie Hall del 28 settembre e che gli raccontò le pittoresche imprese dei rivoluzionari di Detroit che aveva appreso durante l'infanzia. Da questi racconti Bowie mise in scena immagini di violenza, solitudine e disillusione, seguendo la visione di un'America urbana decadente e degradata che caratterizza l'intero album.
Considerata l'associazione con Iggy Pop, così come la notorietà della città di Detroit come focolaio di attività politiche radicali alla fine degli anni sessanta, dai disordini razziali alle White Panther di John Sinclair, fino al proto-punk sinistroide degli MC5, Panic in Detroit appare come un vorticoso mix di riferimenti e influenze. Il tutto legato al tema generale dell'alienazione, in questo caso causata dall'antagonismo e dalle norme della società..  Come scrisse Ben Gerson nella recensione dell'album su Rolling Stone, «alla fine della canzone tutto quello che resta per rivendicare l'immortalità rivoluzionaria è un biglietto d'addio in cui è acutamente scritto "Let me collect dust" ("Lasciatemi raccogliere la polvere", ndr)».
In seguito il cantante ha citato l'origine del "sosia" di Che Guevara dichiarando che dopo il concerto alla Carnegie Hall era rimasto sbalordito nell'incontrare un ex compagno di scuola dell'istituto tecnico di Bromley che aveva letto del concerto sul New York Times e aveva deciso di prendere il primo aereo disponibile per venire a salutarlo: «...era diventato uno dei più grossi trafficanti di droga del Sud America... era perfettamente calato nel suo ruolo: abbigliamento, pistola e tutto il resto».
Musicalmente Panic in Detroit è stata descritta come una variazione salsa del ritmo "alla Bo Diddley" e «una discesa paranoica nel classico Nowhere to Run di Martha and the Vandellas», soprattutto grazie all'energia delle percussioni e alla chitarra di Mick Ronson, nonché all'accompagnamento vocale di ascendenza soul eseguito da Linda Lewis e Juanita Franklin.

## Registrazione
Panic in Detroit venne registrata nel gennaio 1973 ai Trident Studios di Londra, alla fine delle sessioni di Aladdin Sane.
Nel dicembre 1979 venne incisa una nuova versione con l'intenzione di mandarla in onda durante il Kenny Everett's New Year's Eve Show di ITV. La registrazione, alla quale parteciparono Tony Visconti alla chitarra, Zaine Griff al basso e Andy Duncan alla batteria, fu però esclusa a vantaggio della nuova versione acustica di Space Oddity.

## Formazione
- David Bowie - voce, chitarra
- Mick Ronson - chitarra
- Trevor Bolder - basso
- Mick Woodmansey - batteria
- Mike Garson - pianoforte
- Ken Fordham - sassofono
- Linda Lewis - cori
- G.A. MacCormack - cori
- Juanita "Honey" Franklin - cori

## Panic in Detroitdal vivo
Il brano venne eseguito sporadicamente durante l'Aladdin Sane Tour 1973 mentre ritornò in primo piano per il Diamond Dogs Tour 1974 e lo Station To Station Tour 1976. In seguito ricomparve nelle scalette del Sound + Vision Tour 1990, dell'Earthling Tour 1997 e del Reality Tour 2003-04.

## Pubblicazioni
Panic in Detroit è presente nella raccolta Sound + Vision del 1989 e nell'edizione uscita negli Stati Uniti di Best of Bowie del 2002. La registrazione del 1979 è invece comparsa come traccia bonus nella riedizione di Scary Monsters (and Super Creeps) del 1992 e nel bonus disc di un'edizione limitata di Heathen del 2002.
La versione dal vivo pubblicata nel 1974 come lato B di Knock on Wood e Rock 'n' Roll with Me si trova nella raccolta non autorizzata Bowie Rare del 1982 e come traccia bonus della riedizione di David Live del 2005. La performance del 23 marzo 1976 al Nassau Coliseum di New York è inclusa nel bonus disc della riedizione di Station to Station del 2010.

## Cover
Tra gli artisti che hanno pubblicato una cover di Panic in Detroit:
- Gli Shadow Project dal vivo in In Tuned Out - Live '93 del 1994
- I Christian Death in The Rage of Angels del 1994
- The Aries Parallel in Diamond Gods - Interpretations of Bowie del 2001
- Teddy Richards in Gravity del 2006
- La Joe Harvard Band in Hero - The MainMan Records Tribute to David Bowie del 2007
- Christopher Saint in Repetition*Bowie - Midfinger's Tribute to David Bowie del 2007
- Le Detroit Women in Sassitude del 2007
- I Pollo Del Mar in Ziggy Played Surf Guitar del 2011